# Rusinovo
Rusinovo (makedonska: Русиново) är en ort i Nordmakedonien. Den ligger i kommunen Berovo, i den östra delen av landet, 120 kilometer öster om huvudstaden Skopje. Rusinovo ligger 899 meter över havet och antalet invånare är 2 173.